# 毛利有希
毛利 有希（もうり ゆき、1984年9月28日 - ）は、日本の元女優・タレント・グラビアアイドル・レースクイーンである。神奈川県出身。

## 概要
1984年9月28日生まれ。てんびん座のA型。身長153cm、体重38kg。スリーサイズは、B93(Icup)、W52、H80。2013年7月27・28日にお台場のZepp Tokyoで開催された「Tokyo Idol FESTIVAL 2013」を最後のライブとして芸能界から引退した。
毛利有希の名はセクシー☆オールシスターズの爆乳甲子園加入時、芸能事務所ジョリー・ロジャー所属時から使用。2002年から夕月さくらとして活動していた。グラビアのイメージDVDを出す際には神川ゆなの名前で活動している。
北鎌倉女子学園中学校・高等学校を卒業しており先輩に内藤洋子、東原亜希などがいる。卒業大学名は公表されていないが女子大で日本語を専攻して語学教員の免許を取得しており、在学中にミスキャンパスになったことで 当時事務所に所属していなかったにもかかわらず 芸能界での仕事が舞い込んでいたことがDVD内で明らかにされている。

## 主な活動

### 映画
- 2011年1月 「カタリヤ」DVD(ホラー) - 本橋由実香 役 / 内藤香澄 役
- 2011年9月 「エクソシスト 日本版」DVD(ホラー) - 由子 役
- 2011年10月 「静かなるドン 新章 大阪頂上決戦!!」DVD - ホステスC 役
- 2011年11月 「2ちゃんねるの呪い5」DVD - 奈良部ゆりこ 役
- 2011年11月 「静かなるドン 新章 怒りの五代目姐」DVD - ホステスC 役
- 2012年1月 「ラブホなお仕事」DVD - チョコレート女 役
- 2012年2月 全国ロードショー「忍道-SHINOBIDO-」
- 2012年9月 「2ちゃんねるの呪い8」 - 赤井ヒトミ 役
- 「帰省」 - 主演

### TV
- 長崎文化放送「いい朝NCC」
- テレビ長崎「できたてGopan」
- 福岡放送「パチ王」レギュラー出演&MC
- TBS「金スマ」再現VTR
- TBS「金スマ」赤マス レギュラー
- TVCM「イオン」

等・・・

### ラジオ
- スマイルFM「FMターンマーク」

### CD・DVD
- CDアルバム+DVD 「セクシー甲子園」（2010年7月21日、ポニーキャニオン） - 爆乳甲子園 毛利有希として
- はるな愛CD&DVD「I・U・YO・NE~」PV

### ライヴDVD
- 2011年2月27日〜 「セクシー☆オールシスターズライヴ」 第三回〜十数枚

### DVD
映画
- 2011年1月 「カタリヤ」DVD(ホラー) - 本橋由実香 役 / 内藤香澄 役
- 2011年9月 「エクソシスト 日本版」DVD(ホラー) - 由子 役
- 2011年10月 「静かなるドン 新章 大阪頂上決戦!!」DVD - ホステスC 役
- 2011年11月 「2ちゃんねるの呪い5」DVD - 奈良部ゆりこ 役
- 2011年11月 「静かなるドン 新章 怒りの五代目姐」DVD - ホステスC 役
- 2012年1月 「ラブホなお仕事」DVD - チョコレート女 役
- 2012年2月 全国ロードショー「忍道-SHINOBIDO-」
- 2012年9月 「2ちゃんねるの呪い8」 - 赤井ヒトミ 役
- 「帰省」 - 主演

「神川ゆな」として
- イメージDVD「SAKURA」（2009年6月30日、BNS）
- イメージDVD「Lucky Angel」（2009年9月10日、ベガファクトリー）
- イメージDVD「YAWA 乳」（2010年3月29日、オルスタックピクチャーズ）

スチール
- NTTドコモ九州iモード公式ガイドブック「iQ5000」vol.9
- 月刊誌「ターンマーク」
- 「face NAGASAKI」表紙
- 「face Oh!mura」
- タウン情報誌「長崎プレス」表紙
- タウン情報誌「THE長崎」
- CAMPUS九州表紙
- 城栄写真館振袖パンフレット
- 大村競艇クイーン・クイーンズクオカード
- 下関競艇GIイメージガール（看板・ポスター・クオカード・パンフレット等）
- 月刊 宝島

レースクイーン
- WAKO’Sクイーン2007 オフィシャルイメージガール
- teamハニービー
- team PROJECT μ・FRS
- 2005年度 大村競艇 競艇クイーンズ
- 2007年度 下関競艇 GIイメージガール
- ショー 振袖フェスティバル
- Reiブライダルショー
- Louis Vuittonファッションショー

イベントコンパニオン・MC・その他
- 国際交流会
- NTT西日本 スイッチ!フレッツ
- エムゲーム福岡イベント
- 日本ハム展示会
- アジアメディカルショー
- 西日本食品展示会「ホクティ」ブース
- デイリーヤマザキ展示会「パナソニック」ブース
- ファミリーマート展示会「パナソニック」ブース
- 台湾観光PRイベント
- 中国雲南省観光PRイベント
- ifia食品展示会東京ビッグサイト「ホクティ」ブース
- パチンコイベント 各ホール
- レクサス展示会

・・・他多数